# Rodolfo Walsh
Rodolfo Jorge Walsh Gill (Lamarque, Río Negro, 9 de enero de 1927 - Buenos Aires, 25 de marzo de 1977) fue un periodista y escritor argentino. Es reconocido por ser un pionero en la escritura de novelas testimoniales como Operación Masacre —considerada la primera novela de no-ficción— y ¿Quién mató a Rosendo?, aunque también sobresalió como escritor de ficción.
Fue parte de Montoneros desde antes de 1976, organización que se enfrentó primero a la Triple A y luego a la última dictadura cívico-militar argentina (1976-1983). En medio del terrorismo de Estado impuesto por la dictadura y de una masacre generalizada de sus compañeros militantes, Walsh no aceptó salir del país para ser protegido, eligiendo en cambio vivir oculto mientras comenzaba a escribir y difundir una serie de "Cartas Polémicas". El 25 de marzo de 1977, al día siguiente del primer aniversario del golpe de Estado que alumbró a la dictadura, mientras distribuía las primeras copias de su famosa Carta abierta de un escritor a la Junta Militar en buzones de la ciudad de Buenos Aires, se enfrentó a tiros con un grupo de tareas de la Escuela de Mecánica de la Armada (ESMA), que lo emboscó e hirió fatalmente, llevándose su cuerpo moribundo en el acto. La dictadura nunca reveló dónde se encuentran los restos de Walsh, por lo que desde entonces forma parte de la lista de detenidos desaparecidos por el terrorismo de Estado en Argentina. En 2011 la justicia identificó y condenó por homicidio a siete de los autores.
Su estatus como escritor, novelista y periodista ha crecido con el correr del tiempo, y actualmente es considerado uno de los más destacados artistas e intelectuales a nivel latinoamericano y mundial.

## Biografía
Rodolfo Jorge Walsh nació el 9 de enero de 1927 en Pueblo Nuevo de la Colonia de Choele-Choel (que desde 1942 se llamó Lamarque), en la provincia de Río Negro. En 1941, llegó a ciudad de La Plata para realizar sus estudios secundarios, primero en un colegio de monjas en Capilla del Señor y, después, en el Instituto Fahy de Moreno, un colegio pupilo a cargo de curas de una congregación irlandesa, destinado a hijos de familias con ascendencia de esa nacionalidad. 
La experiencia en este último le serviría para ambientar tres cuentos que formaron el «ciclo de los irlandeses»: Irlandeses detrás de un gato, Los oficios terrestres y Un oscuro día de justicia. Los tres fueron publicados en libros (El primero en Los oficios terrestres, en 1965; el segundo, en Un kilo de oro en 1967 y, el tercero, en un volumen propio en 1973, con una entrevista hecha por Ricardo Piglia a modo de prólogo); han sido reunidos en otras ediciones. En la de los Cuentos completos hecha por la editorial De la Flor y al cuidado de Piglia se incluyó un cuarto cuento, El 37, publicado en 1960 en una antología de la editorial Jorge Álvarez bajo el título Memorias de infancia.
Cursó dos años de la carrera de Letras en la Universidad de La Plata; abandonó para emplearse en los más diversos oficios: fue oficinista de un frigorífico, obrero, lavacopas, vendedor de antigüedades y limpiador de ventanas.
A los 17 años, había comenzado a trabajar como corrector en la editorial Hachette. Poco después hizo sus primeras armas en el periodismo, publicando artículos y cuentos en diversos medios de Buenos Aires y La Plata, ciudad en la que residía y practicaba ajedrez como socio del Club Estudiantes de La Plata, institución en la que se inscribió en 1951.

### Actividad periodística
Desde 1951 hasta 1961, trabajó para las revistas Leoplán, Panorama, y Vea y Lea, además de continuar en la editorial Hachette, ya como traductor. Por esos años publicó las antologías Diez cuentos policiales argentinos (1953) y Antología del cuento extraño (1956). Tanto las ediciones de 1976 como la de 2014 reaparecieron en cuatro tomos.
En 1953, salió su primer libro, Variaciones en rojo, que contiene tres novelas cortas de género policial, al que era muy aficionado, con la que obtuvo el Premio Municipal de Literatura de la Ciudad de Buenos Aires. Está dedicado a Elina Tejerina, su primera mujer y madre de sus dos hijas, Victoria y Patricia. Años más tarde, renegaría de este libro.
En 1956, presenció un levantamiento militar contra el gobierno de facto que había derrocado a Juan Domingo Perón y combates callejeros en La Plata, donde residía. Durante la madrugada del 9 al 10 de junio, nueve civiles fueron detenidos y fusilados en un basural de José León Suárez sobre la ruta 4; lo mismo pasó en la zona sur del Gran Buenos Aires. Meses después, en un bar que frecuentaba, oyó la primicia que cambiaría su vida: «Hay un fusilado que vive».

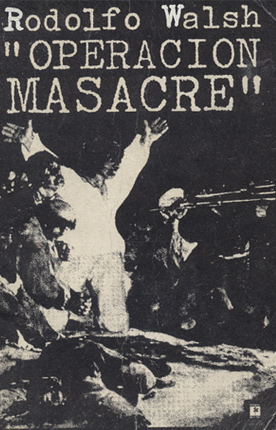
Rodolfo Walsh Portada del libro Operación Masacre (1957) de Rodolfo Walsh, utilizando como imagen el cuadro El 3 de mayo en Madrid, del pintor español Francisco Goya.

Logró identificarlo como Juan Carlos Livraga, al que entrevistó, y por quien pudo saber que había otros sobrevivientes. Trabajó los meses siguientes en febril persecución y búsqueda, interrogando a conocidos, vecinos y sobrevivientes. Alquiló una casa en el Delta de Tigre bajo el nombre falso de Francisco Freire, y en unos meses escribió la primera versión de lo que sería Operación Masacre. El prólogo de la primera edición en libro evidencia sus intenciones de no dar por terminada la investigación publicada:

Esta es la historia que escribo en caliente y de un tirón, para que no me ganen de mano, pero que después se me va arrugando día a día en un bolsillo porque la paseo por todo Buenos Aires y nadie me la quiere publicar y casi ni enterarse.

Al fin, del 15 de enero al 30 de marzo de 1957, consiguió la publicación en el pequeño diario nacionalista Revolución Nacional. Del 27 al 29 de junio, publicó nueve artículos más en la revista Mayoría de los hermanos Tulio y Bruno Jacovella, por cuya recomendación, se presentó en el Estudio Ramos Mejía donde funcionaba el semanario Azul y Blanco donde pidió hablar con el Dr. Marcelo Sánchez Sorondo, su director; en diciembre de 1957 apareció la primera edición del libro, con el subtítulo «Un proceso que no ha sido clausurado», de Ediciones Sigla, sostenida por Jorge Ramos Mejía y propiedad de Sánchez Sorondo. En reediciones posteriores (1964, 1969, siete ediciones entre 1972 y 1974), Walsh fue rectificando datos, agregando y suprimiendo prólogos y epílogos, comentando el impacto del libro con el paso de los años, y demostrando al mismo tiempo la evolución de su pensamiento, que fue virando cada vez más hacia la lucha armada y alejándose del liberalismo de izquierda con el que escribió la primera versión.
Operación masacre es considerada una pieza de investigación periodística precursora del Nuevo Periodismo y considerada por algunos la primera novela testimonial o novela de no-ficción, anticipándose por diez años a A sangre fría del estadounidense Truman Capote, fundadora del género en el ámbito anglosajón.

### Actividad política de derecha

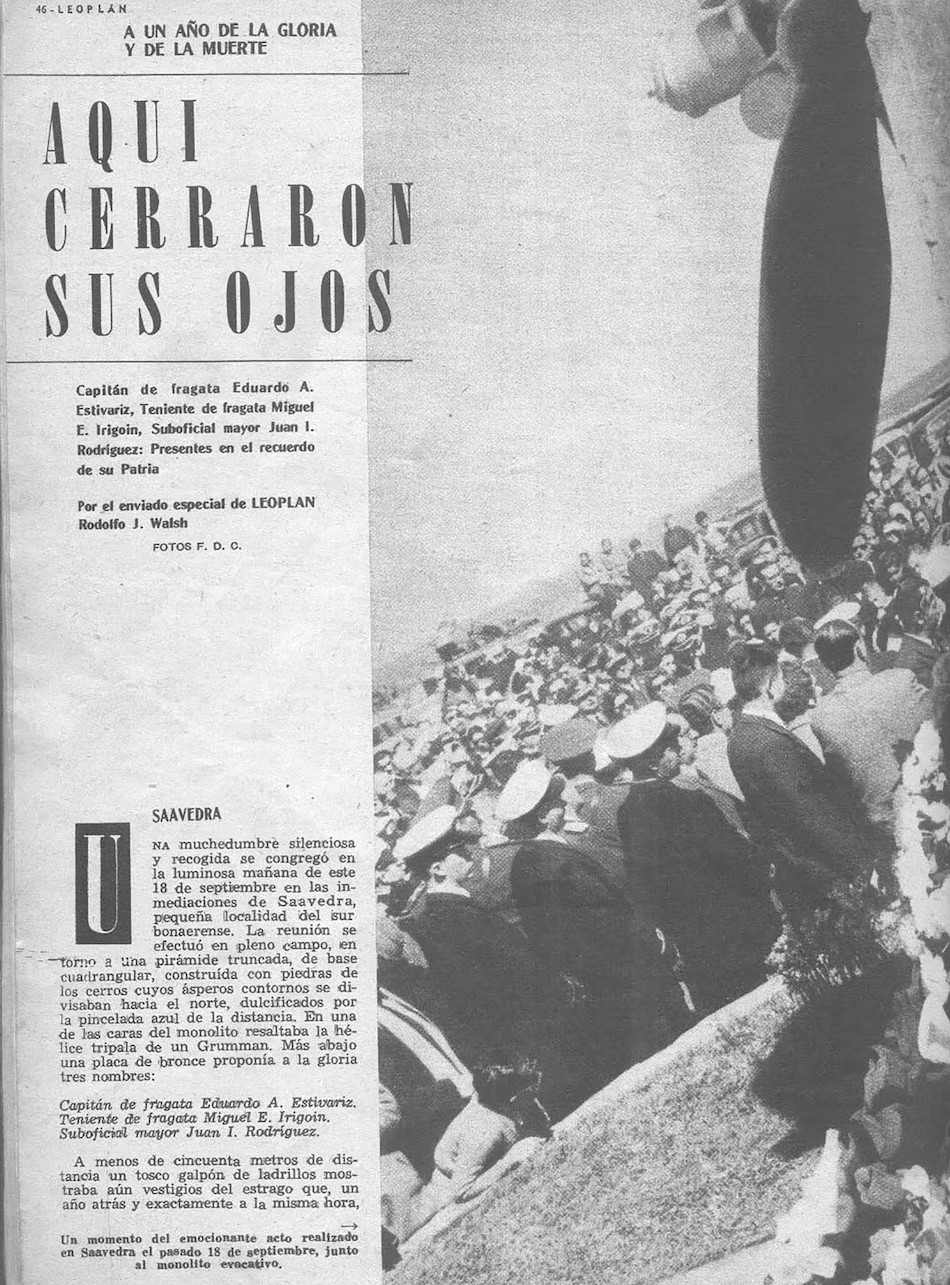
Rodolfo Walsh rinde homenaje a los militares que bombardearon a los trabajadores en Plaza de Mayo el 16 de setiembre de 1955 en la revista Leoplán.

Hasta 1957, su relación con grupos políticos había sido casi nula. Entre 1944 y 1945 tuvo acercamientos a la Alianza Libertadora Nacionalista, un agrupamiento que caracterizó años más tarde como «la mejor creación del nazismo en la Argentina... antisemita y anticomunista en una ciudad donde los judíos y la izquierda tenían peso propio». Miembro juvenil de la Alianza, Walsh dijo también que la ALN “encarnó la exageración de un sentimiento legítimo, que encauzó el peronismo". 
Fue antiperonista y apoyó el golpe de Estado que derrocó a Perón en 1955, por lo menos hasta octubre de 1956, en que firmó en la revista Leoplán la nota «Aquí cerraron sus ojos», laudatoria de los aviadores navales caídos mientras bombardeaban a resistentes peronistas durante la Revolución Libertadora. En septiembre de 1958, afirmó:

No soy peronista, no lo he sido ni tengo intención de serlo... Puedo, sin remordimiento, repetir que he sido partidario del estallido de septiembre de 1955. No solo por apremiantes motivos de afecto familiar ―que los había―, sino que abrigué la certeza de que acababa de derrocarse un sistema que burlaba las libertades civiles, que fomentaba la obsecuencia por un lado y los desbordes por el otro. Y no tengo corta memoria: lo que entonces pensé, equivocado o no, sigo pensándolo… Lo que no comprendo bien es que se pretenda obligarnos a optar entre la barbarie peronista y la barbarie revolucionaria. Entre los asesinos del Dr. Ingalinella y los asesinos de Satanowsky

### Actividad política en Cuba y Guatemala
En 1959, viajó a Cuba, donde junto con sus colegas y compatriotas como Jorge Masetti, Rogelio García Lupo (a quienes conoció durante su paso por la Alianza Libertadora Nacionalista) y Gabriel García Márquez fundó la agencia Prensa Latina. En 1960 interceptó por accidente y logró descifrar con un manual de criptografía las comunicaciones secretas entre la CIA y agentes en Guatemala sobre los preparativos para la invasión de Playa Girón. Quería hacer una gran nota sobre el tema pero el gobierno cubano vetó la idea. Masetti también maquinó que Walsh se infiltrara disfrazado de sacerdote que vendía biblias en los campos de entrenamiento de cubanos en Retalhuleu, Guatemala, pero el gobierno cubano tenía otros planes de espionaje y rechazó la idea. Masetti y García Márquez volaron en misión periodística a Perú y al volver hicieron una escala inesperada en Guatemala. Masetti quería espiar los campos de entrenamiento de Retalhuleu y García Márquez lo disuadió. En cambio, se tomaron unas fotos testimoniales en Guatemala con su inconfundible volcán de fondo y basándose en los cables descifrados, escribieron la historia de un viaje clandestino enriquecido con detalles imaginados, que enviaron al presidente Miguel Ydígoras Fuentes.
En febrero de 1961, sin conocimiento del gobierno cubano, Walsh envió un extenso reportaje a la revista Che de Buenos Aires revelando correspondencia del embajador de Estados Unidos en Guatemala y si bien no mencionaba los campos de entrenamiento, revelaba cómo había descifrado las claves. Jorge Masetti había renunciado a su cargo en la Agencia dos días antes de la publicación, el gobierno intervino la agencia y Walsh debió renunciar.

### De regreso a Argentina
Desde su regreso de Cuba (1961) siguió viviendo en Lorelei, la casa alquilada en el Delta de Tigre, donde escribió la primera versión de Operación Masacre.
En esos años, publicó sus dos únicas obras de teatro (La granada y La batalla) y sus colecciones de cuentos más célebres: Los oficios terrestres (1965, que incluye el cuento «Esa mujer») y Un kilo de oro (1967).
En 1967, conoció a Lilia Ferreyra, quien sería su compañera hasta su desaparición.
A partir de 1968, según escribió Walsh, sus ideas sobre literatura y compromiso político se modifican de modo sustancial, empezando a privilegiar al segundo por sobre la primera.
Trabajó en la revista Panorama y durante la dictadura de Onganía, fundó el semanario de la CGT de los Argentinos que dirigió entre 1968 y 1970, y que luego de la detención de Raimundo Ongaro y el allanamiento en 1969 a la CGTA se publicó en forma clandestina.
En 1969, publicó ¿Quién mató a Rosendo?, una investigación sobre el asesinato del dirigente sindical Rosendo García. Walsh concluyó que el responsable era Augusto Timoteo Vandor, secretario general de la CGT, y partidario de una política menos combativa y más concesiva con el gobierno militar. Se sorprendió al enterarse de su asesinato.

## Militancia en Montoneros
A mediados de 1970, había empezado a relacionarse con el Peronismo de Base, brazo político de las Fuerzas Armadas Peronistas (FAP). Luego de una escisión, producida por diferencias políticas, un sector de esta organización se fusionó con Montoneros. Allí, su nombre de guerra fue «Esteban»; luego, «El Capitán», «Profesor Neurus» o «Neurus».
Según Horacio Verbitsky, Walsh conoció a los hermanos Villaflor, sobre quienes escribió en ¿Quién mató a Rosendo?, en la CGTA y, al principio, cuando le plantearon entrar en las Fuerzas Armadas Peronistas se negó.
En 1972, escribió durante un año en el Semanario Villero y a partir de 1973 en el diario Noticias junto a sus amigos Verbitsky, Paco Urondo, Juan Gelman y Miguel Bonasso, entre otros. Fue corresponsal de ese mismo medio enviado a Palestina. Ese año colaboró en la adaptación al cine de Operación Masacre, dirigida por Jorge Cedrón, con la participación de Julio Troxler, un sobreviviente del episodio que se interpretó a sí mismo. La película fue filmada en la clandestinidad y estrenada un año más tarde.
En 1973 publicó su tercera y última investigación en libro, el Caso Satanowsky, sobre el asesinato de un abogado por agentes de la SIDE por un conflicto de propiedad del diario La Razón. Aunque el caso y su investigación por parte de Walsh tuvieron lugar entre 1958 y 1959, Walsh no publicó las notas en forma de libro hasta ese momento.
Al mismo tiempo publicó el relato Un oscuro día de justicia con una entrevista hecha por Ricardo Piglia a modo de prólogo, en la que exponía su pensamiento y su idea de que la escritura no puede desligarse de la militancia política. Walsh no volvió a publicar ficción, se dedicó a la actividad periodística y la militancia en Montoneros, movimiento al que ingresó ese año.
En 1974 comenzaron las diferencias de Walsh con la dirigencia del movimiento, a partir del pase a la clandestinidad decidido por la misma. A finales de 1975 algunos oficiales, entre los que estaba Walsh, comenzaron a elaborar documentos afirmando que Montoneros debía «volver a integrarse al pueblo, separar a la organización en células de combate estancas e independientes, distribuir el dinero entre las mismas y tratar de organizar una resistencia masiva, basada más en la inserción popular que en operativos del tipo foquista». 

### ANCLA
El 24 de marzo de 1976, las Fuerzas Armadas derrocaron a Estela Martínez, y dieron comienzo a lo que llamaron Proceso de Reorganización Nacional. La Junta Militar de Gobierno aplicó censuras sobre los medios de comunicación, intervino los sindicatos y emprendió una política de terrorismo de Estado que implicó el secuestro, la tortura y la desaparición de miles de personas.
Ante la censura, Walsh creó ANCLA (Agencia de Noticias Clandestina), junto a los militantes y periodistas Carlos Aznárez, Lila Pastoriza y Lucila Pagliai. El proyecto consistía en la puesta en marcha de una cadena informativa que emitió más de 200 cables que circulaban de mano en mano. En estas gacetillas se podía leer:

Reproduzca esta información, hágala circular por los medios a su alcance: a mano, a máquina, a mimeógrafo, oralmente. Mande copias a sus amigos: nueve de cada diez las estarán esperando. Millones quieren ser informados. El terror se basa en la incomunicación. Rompa el aislamiento. Vuelva a sentir la satisfacción moral de un acto de libertad. Derrote el terror. Haga circular esta información. Rodolfo Walsh

Tras el asesinato de Walsh, el exilio de Aznárez y Pagliai y el secuestro de Pastoriza, la tarea fue continuada por Verbitsky hasta el año siguiente.

### Muerte de su hija Victoria y de Paco Urondo
El año 1976 no sólo representó un cambio en la vida de Walsh por su pase a la clandestinidad, sino también por dos pérdidas muy significativas: la de su amigo, el poeta y guerrillero Urondo y la de su hija Victoria.
Urondo fue emboscado y asesinado en Mendoza el 17 de junio. En un texto en que relató el hecho, Walsh criticó la decisión de la conducción del movimiento de enviarlo a una zona que se sabía peligrosa:

El traslado de Paco a Mendoza fue un error. Cuyo era una sangría permanente desde 1975, nunca se la pudo mantener en pie. El Paco duró pocas semanas… Fue temiendo lo que sucedería. Hubo un encuentro con un vehículo enemigo, una persecución, un tiroteo de los dos coches a la par. Iban Paco, Lucía con la nena y una compañera. Tenían una metra, pero estaba en el baúl. No se pudieron despegar. Finalmente Paco frenó, buscó algo en su ropa y dijo: «Escapen ustedes». Luego agregó: «Me tomé la pastilla y ya me siento mal». La compañera recuerda que Lucía le dijo: «Pero, papá, ¿por qué hiciste eso». La compañera escapó entre las balas, y días después llegó herida a Buenos Aires… A Paco le pegaron dos tiros en la cabeza, aunque probablemente ya estaba muerto.

 Urondo falleció por estallido de cráneo provocado por un culatazo de fusil que le propinó el policía Celustiano Lucero.
El 29 de septiembre de 1976, su hija María Victoria (su nombre de guerra era «Hilda», y «Vicki» para los familiares y amigos), oficial 2.º de Montoneros, murió en un enfrentamiento (el Combate de la calle Corro) con el Ejército, un día después de cumplir 26 años. Al verse rodeada y sin posibilidad de escape en la terraza, ella y Alberto Molina, el último sobreviviente, levantaron los brazos y tras un breve discurso que finalizó con la frase «Ustedes no nos matan, nosotros elegimos morir», se dispararon en la sien. En diciembre, Walsh publicó un mensaje ―en el que relata las circunstancias del hecho― llamado Carta a mis amigos. Termina con esta reflexión:

En el tiempo transcurrido he reflexionado sobre esa muerte. Me he preguntado si mi hija, si todos los que mueren como ella, tenían otro camino. La respuesta brota desde lo más profundo de mi corazón y quiero que mis amigos la conozcan. Vicki pudo elegir otros caminos que eran distintos sin ser deshonrosos, pero el que eligió era el más justo, el más generoso, el más razonado. Su lúcida muerte es una síntesis de su corta, hermosa vida. No vivió para ella, vivió para otros, y esos otros son millones. Su muerte sí, su muerte fue gloriosamente suya, y en ese orgullo me afirmo y soy quien renace de ella.

Su otra hija, Patricia, es una dirigente política argentina que llegó a ser diputada nacional por la coalición Izquierda Unida, en 1999 fue candidata a Presidente de la Nación y desde 2007, se desempeñó como legisladora de la ciudad de Buenos Aires.

### Los Papeles de Walsh y su Carta abierta

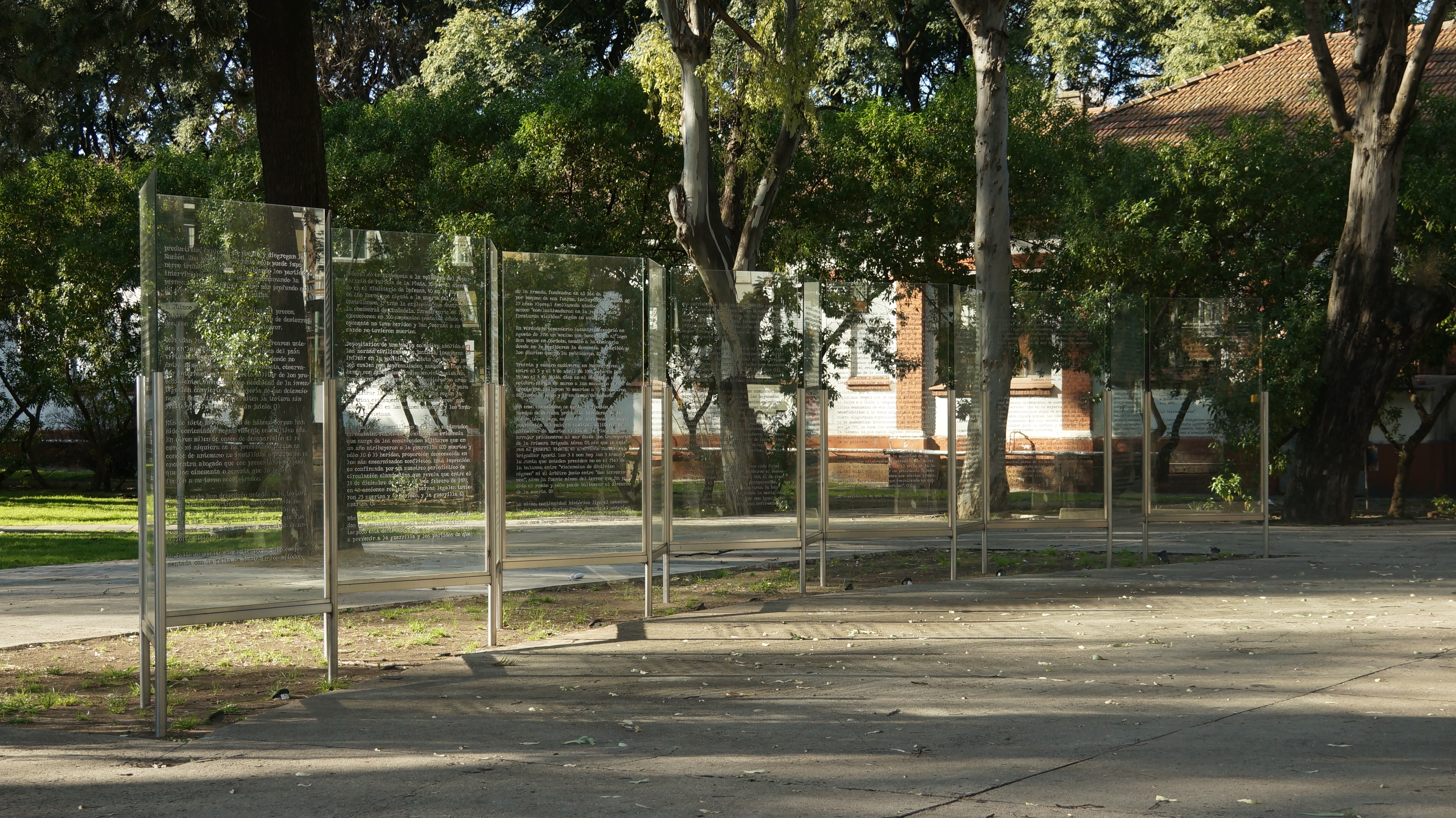
Carta abierta de Rodolfo Walsh, obra de León Ferrari ubicada en el Espacio Memoria y Derechos Humanos (exESMA).

Entre noviembre de 1976 y enero de 1977 Rodolfo Walsh, que tenía grado de oficial primero bajo los nombres de guerra de “Esteban" o "Neurus”, escribió cinco documentos internos criticando punto por punto varios documentos autocríticos emitidos por la Conducción de Montoneros en esos días. Estos documentos internos conocidos como los Papeles de Walsh, se encuadran en la redacción simultánea de la célebre "Carta abierta de un escritor a la Junta Militar", fechada un día antes de desaparecer, el 25 de marzo de 1977.
La crítica de Walsh es terminante. Aclara en los papeles que se trataba de su opinión y las de "sus subordinados". Walsh sostiene que la autocrítica de la Conducción es aparente y que sus documentos "soslayan la real gravedad de nuestra situación militar", criticando el enfoque "triunfalista" y "militarista" -utiliza esos términos-, que había adoptado la Conducción, que subestimaba por un lado a la dictadura y por el otro adoptaba métodos de lucha que también violaban los derechos humanos, refiriéndose a los asesinatos de personas:

Uno de los grandes éxitos del enemigo fue estar en guerra con nosotros y no con el conjunto del pueblo. Y esto en buena medida por errores nuestros, que nos auto aislamos con el ideologismo y nuestra falta de propuestas políticas para la gente real. Nuestras armas también son violatorias de las convenciones internacionales. Ellos se autoaislan, pero nosotros también, y en ese trueque ganan ellos, porque nosotros teníamos con qué impedirlo y ellos no.
Rodolfo Walsh en "Observaciones sobre el documento del Consejo del 11/11/76"

Walsh sostenía que la raíz del problema era política: la equivocada suposición de Montoneros que el movimiento peronista se había agotado y que su lugar lo estaba ocupando el "movimiento montonero". Desmiente que exista en el seno del pueblo y puntualmente en la clase obrera, un sentimiento de adhesión a un supuesto "movimiento montonero". Todo lo contrario, el terrorismo de Estado, sostiene Walsh, llevó al pueblo a refugiarse aún más en su propia cultura política, el peronismo, y a alejarse de Montoneros, perdiendo "la representatividad popular" que supo tener dos años antes. De ese modo, Montoneros y sus militantes, en lugar de refugiarse en la amplia cobertura que le ofrecía el peronismo, se separó del mismo, quedando sin refugio ante una represión que llegó a niveles desconocidos. 

Negamos el Movimiento Peronista y el Movimiento Montonero no existe. Entonces ¿dónde nos vamos a refugiar cuando el enemigo aprieta?
Rodolfo Walsh en "Observaciones sobre el documento del Consejo del 11/11/76"

Walsh proponía y consideraba que aún había tiempo para hacerlo, "replegarse hacia el peronismo", disolver el Ejército Montonero, abandonar la "tarea de inventar el Movimiento Montonero, que no tendrá existencia real" y dar amplia autonomía a los grupos militantes, "para resistir junto con el pueblo a la dictadura". Los cinco documentos internos de Walsh fueron publicados por Baschetti y pueden ser consultados en línea, en una edición especial de la revista Sudestada.
El 24 de marzo de 1977, mientras Montoneros debatía las críticas formuladas en los Papeles, Walsh envió a las redacciones de los diarios su célebre Carta abierta de un escritor a la Junta Militar, calificada por Gabriel García Márquez como una «obra maestra del periodismo». El texto de Walsh es un texto pavoroso. Les habla a los miembros de la Junta en primera persona. Les habla sobre su hija "muerta combatiéndolos", unos meses antes. Les habla "del cuadro de exterminio", del "terror más profundo que ha conocido la sociedad argentina", de las "desapariciones", de los "campos de concentración", de los miles de habeas corpus rechazados, de "la tortura absoluta, intemporal, metafísica", las masacres, la coordinación de la represión con otros países sudamericanos y Estados Unidos, la ilegitimidad del gobierno, de la política antipopular que estaban ejecutando: 

Estos hechos, que sacuden la conciencia del mundo civilizado, no son sin embargo los que mayores sufrimientos han traído al pueblo argentino ni las peores violaciones de los derechos humanos en que ustedes incurren. En la política económica de ese gobierno debe buscarse no sólo la explicación de sus crímenes sino una atrocidad mayor que castiga a millones de seres humanos con la miseria planificada.
Rodolfo Walsh, Carta abierta...

Walsh concluye su carta con un pedido a la Junta y una advertencia anticipatoria, aunque aclara que sabe que no será escuchado: 

...pedir a los señores Comandantes en Jefe de las 3 Armas que meditaran sobre el abismo al que conducen al país tras la ilusión de ganar una guerra que, aun si mataran al último guerrillero, no haría más que empezar bajo nuevas formas, porque las causas que hace más de veinte años mueven la resistencia del pueblo argentino no estarán desaparecidas sino agravadas por el recuerdo del estrago causado y la revelación de las atrocidades cometidas.
Rodolfo Walsh, Carta abierta...

Walsh pasó sus últimos meses en una casa de San Vicente, dado que una de sus dos casas en el Delta (Liberación) habían sido allanada por la Armada. A pesar de que no había vuelto a publicar ficción, continuó escribiendo relatos como Juan se iba por el río. Tanto este como otros inéditos suyos fueron secuestrados por personal de las Fuerzas Armadas cuando allanaron esa vivienda (también usurpada) el día de su asesinato y no han podido ser recuperados.

### Su asesinato

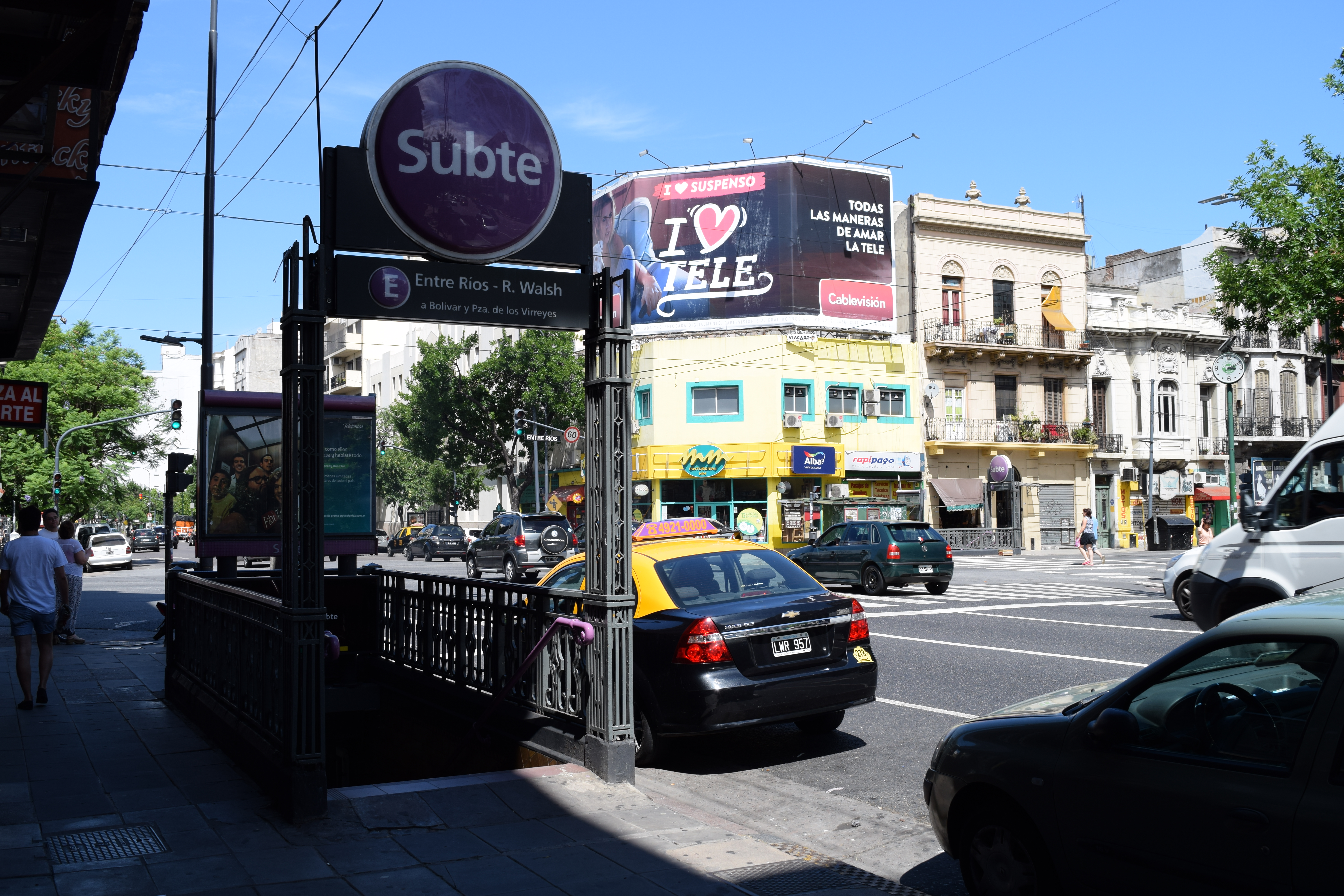
Estación Rodolfo Walsh, en el lugar donde fue abatido el conocido escritor montonero.

La desaparición y asesinato de Rodolfo Walsh fue investigada en el marco de la llamada «Megacausa ESMA (Segundo Juicio, Testimonio C») y resuelto judicialmente por el Tribunal Oral en lo Criminal Federal n.º 5, en su sentencia del 27 de octubre de 2011, cuando el tribunal condenó por el homicidio de Rodolfo Walsh a Jorge Eduardo Acosta (cadena perpetua), Antonio Pernías (cadena perpetua), Alfredo Astiz (cadena perpetua), Jorge Radice (cadena perpetua), Ricardo Cavallo (cadena perpetua), Ernesto Weber (cadena perpetua) y Juan Carlos Fotea (25 años de prisión). Juan Carlos Rolón y Pablo García Velasco fueron absueltos en primera instancia, pero las absoluciones fueron declaradas nulas por la Cámara, al ser tratadas las apelaciones.
La sentencia describe de este modo su asesinato:

Que, al llegar a Constitución, Walsh confirmó telefónicamente una “cita” con José María Salgado, apodado “Pepe”, que se llevaría a cabo, entre las 13.30 y las 16.00, en inmediaciones de las avenidas San Juan y Entre Ríos, de esta ciudad y que tenía por objeto, al igual que las otras previstas para ese día, difundir el contenido de la carta que el nombrado había escrito con motivo de cumplirse el primer aniversario de la dictadura militar. Ese día, el damnificado concurriría a tres citas; además de encontrarse con Salgado, se reuniría con René Haidar y con la mujer de un militante, que había fallecido junto a su hija en un operativo.

Que, en circunstancias en que la víctima caminaba por la acera de
avenida San Juan, entre Combate de los Pozos y Entre Ríos, vistiendo una
guayabera de color beige con tres bolsillos, pantalón marrón, un sombrero de
paja, zapatos marrones, y anteojos, y portando consigo un portafolio y una
pistola marca “Walther”, modelo PPK, calibre 22, fue abordado por un grupo
operativo perteneciente a la UT 3.3.2, que estaba compuesto por,
aproximadamente, entre 25 y 30 hombres, que se desplazaban en más de seis
vehículos, entre ellos un “Peugeot 504”, un “Ford Falcon”, una “Ford F 100”,
una “renoleta” y una camioneta a la que denominaban “Swat”.

Se tuvo por acreditado que Rodolfo Jorge Walsh, introdujo una de
sus manos dentro de una bolsa, y dentro de una bolsa, y ante la sospecha de que opusiera resistencia,
uno de los intervinientes dio aviso de una emergencia, y al grito de “Pepa,
pepa” -término utilizado para denominar a la granada-, una gran cantidad de
oficiales comenzó a dispararle, hasta que la víctima se desplomó (conforme lo
señalan los testigos Lauletta y Gras; cuyos testimonios serán analizados más
adelante). Que Walsh sufrió varios impactos de bala en su tórax que le
provocaron la muerte. Con posterioridad, el nombrado fue introducido en uno de
los rodados, y conducido a la ESMA, donde arribó sin vida. Una vez allí, fue
descendido raudamente por la escalera que unía el hall de la planta baja con el “Sótano” del edificio, sin poderse precisar, al día de la fecha, el destino dado asus restos.

Que la información relativa a esa “cita” fue obtenida por medio del interrogatorio mediante torturas, practicado a José María Salgado, en algún momento posterior a su secuestro, con la suficiente antelación para diseñar y planificar minuciosamente el operativo.
(pags. 878-879 de la sentencia)

Un día después, tras enviar por correo las primeras copias de la Carta abierta en la Plaza Constitución (según narra su última pareja, Lilia Ferreyra, en el documental P4R+Operación Walsh), Walsh fue emboscado y secuestrado. Las versiones afirman que el escritor había sido citado por un contacto en el cruce de las avenidas San Juan y Entre Ríos, en el barrio de San Cristóbal, cuando el Grupo de Tareas 3.3. de la Escuela de Mecánica de la Armada, comandado por Alfredo Astiz y Jorge «Tigre» Acosta, lo emboscó y le dio la orden de entregarse, pero Walsh se resistió, sacó una pistola Walther PPK calibre 22 y logró herir a un oficial, pero fue acribillado por una ráfaga de FAL. Herido de muerte, fue subido al auto y secuestrado. Existen versiones que indican que disparó para no ser atrapado vivo, ya que su pequeña arma no era suficiente para un enfrentamiento armado. Sobrevivientes señalaron haber visto su cuerpo sin vida en la ESMA, permanece desaparecido.
La estación de subte que se encuentra en el lugar en que fue abatido, lleva su nombre, mientras que en los jardines de la ex ESMA, convertido en Espacio Memoria y Derechos Humanos, se encuentra una obra del artista León Ferrari, llamada "Carta abierta", en la que se reproduce el texto de la carta, sobre paneles de acrílico transparente.

## Memoria

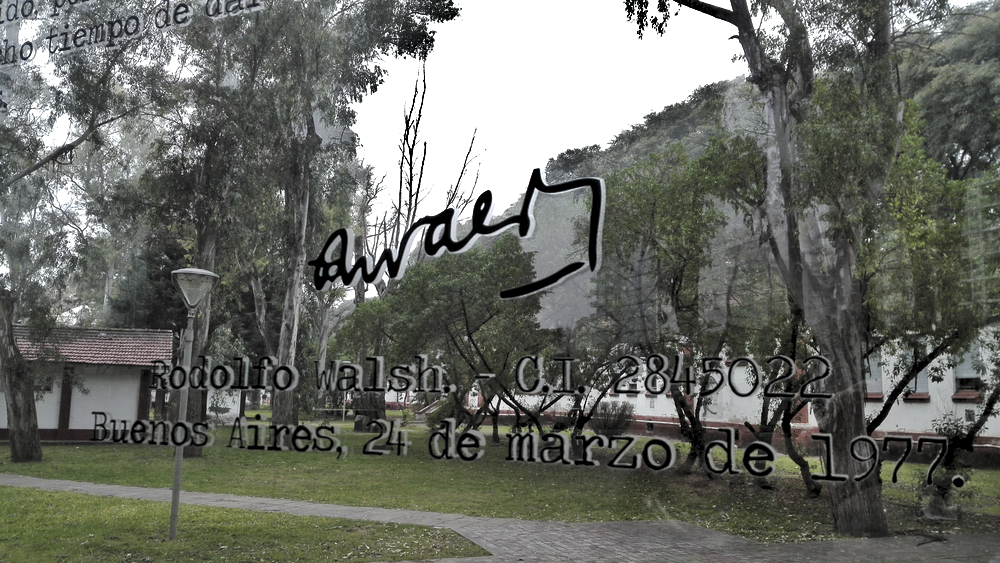
Firma de Rodolfo Walsh en la instalación Carta Abierta de un escritor a la Junta Militar, en el predio de la ex-ESMA.

La personalidad de Walsh ha sido destacada en ámbitos literarios como un caso paradigmático de la tensión entre el intelectual y la política, o entre el escritor y el compromiso revolucionario. No obstante, Walsh se consideraba un combatiente revolucionario antes que un escritor, y así lo manifestó.
Después de la recuperación de la democracia en 1983, la editorial De la Flor publicó póstumos textos, relatos, artículos inéditos y otros aparecidos en publicaciones pero nunca reunidos en libro, en volúmenes como Cuento para tahúres y otros relatos policiales (1987) o Ese hombre y otros papeles personales (1995). En 1996 se publicó su obra periodística bajo el título El violento oficio de escribir, y en 2013 aparecieron sus Cuentos completos con un prólogo de Ricardo Piglia, que incluye relatos inéditos.
Su vida y obra de Walsh fueron retratados en el documental P4R+, Operación Walsh (2000), con dirección de Gustavo Gordillo y Gabriel Mariotto, de la Universidad Nacional de Lomas de Zamora y ha recibido premios nacionales (Cóndor de Plata a mejor videofilme, año 2000) e internacionales.
En marzo de 2012, al cumplirse 35 años de su secuestro, asesinato y desaparición, se inauguró la instalación "Carta Abierta de un escritor a la Junta Militar”, en el Espacio Memoria y Derechos Humanos (ex ESMA). La obra consta de catorce paneles de vidrio con la transcripción completa del texto. La instalación tomó como base la idea del artista plástico León Ferrari, y se encuentra frente al Casino de Oficiales.
En marzo de 2013 la Legislatura de Buenos Aires aprobó en doble lectura y con 47 votos a favor, la adición del nombre de Rodolfo Walsh a la estación Entre Ríos de la línea E del Subte de Buenos Aires, en la esquina donde fue asesinado el escritor.
Varias instituciones educativas llevan su nombre. Tal el caso de la Escuela de Educación Media N.º 1 de la Ciudad de Buenos Aires; la de Educación Técnica N.º 2 de F. Varela; la Municipal Secundaria N.º 210 en Mar del Plata; la Secundaria N.º 4 de Adolfo González Chaves; una secundaria en la ciudad de Córdoba; la Escuela Secundaria 23 de Pilar y la Técnica N.º 2 en La Plata, donde también se encuentra la Especial N.º 515 "Elina Tejerina de Walsh", en homenaje a su primera esposa, quien se desempeñó como maestra para no videntes. Además, desde 2024, la escuela de ajedrez del Club Estudiantes de La Plata lleva su nombre en homenaje como exsocio de esa institución.

## Proceso judicial por su desaparición
Por ese delito hubo juicio: los acusados, quienes según la Cámara Federal de Apelaciones «paseaban a secuestrados en automóvil» para identificar a Walsh, también llevaron a quien «cantó» esa cita que el escritor tenía en el lugar donde se lo secuestró. Ricardo Coquet, un sobreviviente que testificó ante el juez Torres, relató que uno de los imputados, el ex oficial Weber, le contó orgulloso: "Lo bajamos a Walsh". El 26 de octubre de 2005, fueron detenidos 12 militares, entre los que estaba el ex marino Juan Carlos Rolón, en relación con la muerte de Walsh.
El 17 de diciembre de 2007 el juez federal Sergio Torres elevó la causa a juicio oral, de la que quedó excluido como acusado el ex prefecto Héctor Antonio Febrés que falleció horas antes por ingestión de cianuro en hechos que requirieron una investigación.
El 26 de octubre de 2011, fue leído el veredicto por el Tribunal compuesto por los jueces Ricardo Farías, Daniel Obligado y Germán Castelli, luego de casi dos años de audiencias por los que declararon 160 testigos, 79 de los cuales eran sobrevivientes del centro clandestino.
El fallo se leyó ante una masiva concurrencia de militantes políticos y de organizaciones de derechos humanos, también ingresaron al Tribunal Federal Oral 5 el secretario de Derechos Humanos de la Nación, Eduardo Luis Duhalde; el presidente del Consejo de la Magistratura, Mario Fera; el secretario letrado de la Corte Suprema, Alfredo Kraut, y la titular de Abuelas de Plaza de Mayo, Estela de Carlotto.
A medida que se comunicaban las sentencias, el público aplaudía y festejaba. La situación más tensa ocurrió cuando se leyó la condena a reclusión perpetua para Astiz. Aumentaron los gritos en su contra, lo que motivó una leve sonrisa del exmilitar que, además, se tocó la escarapela prendida en su saco.[cita requerida]
Fueron también condenados a prisión perpetua:
- Jorge «Tigre» Acosta,
- Ricardo Cavallo,
- Antonio «Rata» Pernías,
- Adolfo Donda Tigel,
- Oscar Antonio Montes,
- Alberto Eduardo «Gato» González,
- Jorge Carlos «Ruger» Radice,
- Néstor Omar «Norberto» Savio,
- Raúl Enrique «Mariano» Scheller y
- Ernesto Frimón Weber.

Además, fueron condenados a 25 años de prisión Juan Carlos Fotea y Manuel Jacinto García Tallada. Carlos Antonio «Tomy» Capdevilla deberá cumplir 20 años de prisión. Juan Antonio «Piraña» Azic: 18 años. Pablo Eduardo García Velasco, Julio César Coronel y Juan Carlos Rolón fueron absueltos.[cita requerida]

## Obras

### Cuentos
- Variaciones en rojo (1953)
- Los oficios terrestres (1965)
- Un kilo de oro (1967)
- Un oscuro día de justicia (1973)
- Esa mujer (1967)

### Antologías
- Diez cuentos policiales argentinos (1953)
- Antología del cuento extraño (1956)

### Investigación / No Ficción
- Operación Masacre (1957)
- ¿Quién mató a Rosendo? (1969)
- Caso Satanowsky (1973)
- Informe Kissinger (1974)[64]

### Teatro
- La granada (1965)
- La batalla (1965)

### Póstumos
- Cuento para tahúres y otros relatos policiales (1987)
- Ese hombre y otros papeles personales (1995)
- El violento oficio de escribir (1996)
- Cuentos completos (2013)
- La revolución palestina (2021)

En octubre de 2018 se lanza el libro Rodolfo Walsh, reportero en Chile. 1970-1971, donde se reúnen sus textos de “enviado especial” desde Argentina a registrar los albores del gobierno de Salvador Allende.

### Filmografía
El 5 de octubre de 2000 se estrenó el video filme documental P4R+, Operación Walsh (Premio Cóndor de Plata al  mejor video filme en 2001), producido por la Universidad Nacional de Lomas de Zamora, con dirección de Gustavo E. Gordillo y producción ejecutiva de Gabriel Mariotto.
Su cuento Un kilo de oro fue uno de los relatos en que basó el guion del filme Dale nomás (1974) de Osiris Wilemsky. 
En 1973 se estrenó la película Operación Masacre dirigida por Jorge Cedrón y coescrita por Walsh.

### Televisión
En 2015, la Televisión Pública lanzó Variaciones Walsh, una serie de 12 episodios basados en cuentos de Walsh.